# 穆里亚埃河畔帕特罗西纽
穆里亚埃河畔帕特罗西纽是巴西米纳斯吉拉斯州的一个市镇。总面积108.471平方公里，总人口5319人，人口密度49人/平方公里。